# Jame Adžanta
Jame Adžanta je 29 v skalo vklesanih budističnih jamskih spomenikov iz obdobja od 2. stoletja pr. n. št. do okoli 480 n. št. v okrožju Aurangabad v zvezni državi Maharaštra v Indiji. Jame Adžanta so na Unescovem seznamu svetovne dediščine. Jame, ki veljajo za mojstrovine budistične religiozne umetnosti, vključujejo slike in v skalo vklesane skulpture, ki so opisane kot ene najboljše ohranjenih primerov starodavne indijske umetnosti, zlasti ekspresivne slike, ki predstavljajo čustva skozi kretnje, pozo in obliko.
Jame so bile zgrajene v dveh fazah, prva se je začela okoli 2. stoletja pr. n. št., druga pa se je zgodila od 400 do 650 n. št., po starejših poročilih, ali v kratkem obdobju 460–480 n. št., po kasnejših raziskavah.
Jame Adžanta predstavljajo starodavne samostane (vihara) in bogoslužne dvorane (čaitja) različnih budističnih tradicij, vklesane v 75-metrsko skalno steno. Jame predstavljajo tudi slike, ki prikazujejo pretekla življenja in ponovna rojstva Bude, slikovne zgodbe iz Arjasurove Džatakamale in v skalo vklesane skulpture budističnih božanstev. Besedilni zapisi kažejo, da so te jame služile kot monsunsko zatočišče za menihe, pa tudi kot počivališče za trgovce in romarje v starodavni Indiji. Medtem ko je bilo živih barv in stenskih poslikav v indijski zgodovini v izobilju, kot dokazujejo zgodovinski zapisi, jame 1, 2, 16 in 17 Adžante tvorijo največji korpus ohranjenih starodavnih indijskih stenskih poslikav.
Jame Adžanta so omenjene v spominih več kitajskih budističnih popotnikov iz srednjega veka. Prekrivala jih je džungla, dokler jih leta 1819 po naključju ni 'odkril' in nanje opozoril zahodni častnik kapetan John Smith na lovu na tigre. Jame so v skalnati severni steni soteske reke Vaghur v obliki črke U na Dekanski planoti. V soteski so številni slapovi, ki jih je slišati izven jam, ko je reka visoka.
Z jamami Elora je Adžanta ena glavnih turističnih znamenitosti Maharaštre. Od mesta Džalgaon v Maharaštri v Indiji so oddaljene približno 59 kilometrov, od mesta Aurangabad 104 kilometre in 350 kilometrov vzhodno-severovzhodno od Mumbaja. Adžanta je 100 kilometrov oddaljena od jam Elora, ki vsebujejo hindujske, džainistične in budistične jame, zadnje izhajajo iz obdobja, podobnega Adžanti. Slog Adžanta najdemo tudi v jamah Elora in drugih mestih, kot so jame Elephanta, jame Aurangabad, jame Šivleni in jamski templji v Karnataki.

## Zgodovina
Na splošno velja, da so jame Adžanta nastale v dveh različnih fazah; prvič med 2. stoletjem pr. n. št. do 1. stoletja n. št. in drugič več stoletij pozneje.
Jame sestavlja 36 prepoznavnih temeljev, nekateri od njih so bili odkriti po prvotnem oštevilčenju jam od 1 do 29. Kasneje identificirane jame so bile opremljene s črkami abecede, kot je 15A, identificirana med prvotno oštevilčenimi jami 15 in 16. Oštevilčenje jam je konvencija in ne odraža kronološkega vrstnega reda njihove gradnje.

### Jame prvega (Satavahana) obdobja
Najzgodnejšo skupino sestavljajo jame 9, 10, 12, 13 in 15A. Freske v teh jamah prikazujejo zgodbe iz Džatak. Kasnejše jame odražajo umetniški vpliv obdobja Gupta, vendar obstajajo različna mnenja o tem, v katerem stoletju so bile zgrajene zgodnje jame. Po besedah Walterja Spinka so bile izdelane v obdobju 100 pr. n. št. do 100 n. št., verjetno pod pokroviteljstvom hindujske dinastije Satavahana (230 pr. n. št. – ok. 220 n. št.), ki je vladala regiji. Druge datacije dajejo prednost obdobju Maurijskega cesarstva (300 pr. n. št. do 100 pr. n. št.). Od teh sta jami 9 in 10 stupi, ki vsebujeta bogoslužne dvorane v obliki čaitja-griha, jame 12, 13 in 15A pa so vihāre (za opise teh vrst glej razdelek o arhitekturi spodaj). Prve jame iz obdobja Satavahana niso imele figurativne skulpture, namesto tega so poudarjali stupo.
Po besedah Spinka, ko so bile narejene jame iz obdobja Satavahana, najdišče ni bilo nadalje razvijano precej časa do sredine 5. stoletja. Vendar pa so bile zgodnje jame v uporabi v tem obdobju mirovanja in budistični romarji so obiskali lokacijo, glede na zapise, ki jih je zapustil kitajski romar Faxian (法顯 [fà.ɕjɛ̀n] okoli leta 400.

### Jame poznejšega obdobja ali obdobja Vākāṭaka
Druga faza gradnje jam Adžanta se je začela v 5. stoletju. Dolgo časa je veljalo, da so bile kasnejše jame narejene v daljšem obdobju od 4. do 7. stoletja našega štetja, toda v zadnjih desetletjih je vrsta študij vodilnega strokovnjaka za jame, Walterja M. Spinka, trdila, da je večina dela potekala v zelo kratkem obdobju od leta 460 do 480 n. št.  med vladavino hindujskega cesarja Harišena iz dinastije Vākāṭaka. To stališče so kritizirali nekateri učenjaki, vendar ga zdaj na splošno sprejema večina avtorjev splošnih knjig o indijski umetnosti, na primer Huntington in Harle.
Drugo fazo pripisujejo teistični Mahāyāni ali tradiciji budizma. Jame drugega obdobja so 1–8, 11, 14–29, nekatere morda razširitve prejšnjih jam. Jame 19, 26 in 29 so čaitja-grihe, ostale vihare. Najbolj dodelane jame so nastale v tem obdobju, kar je vključevalo nekaj prenove in prebarvanja zgodnjih jam.
Spink navaja, da je za to obdobje mogoče določiti datacijo z zelo visoko stopnjo natančnosti; podrobnejši opis njegove kronologije je podan spodaj. Čeprav se razprave nadaljujejo, so Spinkove ideje vedno bolj sprejete, vsaj v njihovih splošnih zaključkih. Spletna stran Arheološkega zavoda Indije še vedno predstavlja tradicionalno datiranje: »Druga faza poslikav se je začela okoli 5.–6. stoletja našega štetja in se je nadaljevala naslednji dve stoletji.«
Po Spinkovih besedah so gradbeno dejavnost v nedokončanih jamah Adžanta opustili bogati pokrovitelji okoli leta 480 n. št., nekaj let po smrti Harišene. Vendar pa Spink navaja, da se zdi, da so bile jame v uporabi že nekaj časa, kar dokazuje obraba vrtilnih lukenj v jamah, zgrajenih blizu leta 480. Druga faza gradenj in dekoracij ustreza samemu vrhuncu klasične Indije ali zlati dobi Indije. Toda v tistem času je Guptski imperij že slabel zaradi notranjih političnih vprašanj in zaradi napadov Hunov, tako da so bili Vakatake pravzaprav eno najmočnejših imperijev v Indiji. Nekateri od Hunov, Alčon Hunov iz Toramane, so vladali natanko sosednjemu območju Malva, na pragu zahodnega Dekana, v času, ko so bile narejene jame Adžanta. S svojim nadzorom nad obsežnimi območji severozahodne Indije so Huni morda dejansko delovali kot kulturni most med območjem Gandhare in zahodnega Dekana v času, ko sta bili jami Adžanta ali Pitalkhora okrašeni z nekaterimi motivi po gandharskem navdihu, kot npr. kot Bude, oblečeni v oblačila z obilnimi gubami.
Po mnenju Richarda Cohena opis jam kitajskega popotnika Xuanzanga iz 7. stoletja in razpršeni srednjeveški grafiti kažejo, da so bile jame Adžanta poznane in verjetno v uporabi pozneje, vendar brez stabilne ali stalne prisotnosti budistične skupnosti. Omenjene so v besedilu Ain-i-Akbari iz 17. stoletja Abu al-Fazla kot štiriindvajset v skalo vklesanih jamskih templjev, od katerih ima vsak izjemne idole.

### Kolonialna doba
28. aprila 1819 je britanski častnik po imenu John Smith iz 28. konjenice med lovom na tigre pokazal vhod v jamo št. 10, ko ga je lokalni pastir vodil do lokacije in vrat. Jame so domačini že dobro poznali. Kapitan Smith je odšel v bližnjo vas in prosil vaščane, naj pridejo na mesto s sekirami, sulicami, baklami in bobni, da bi posekali zamotano rastje džungle, ki je oteževalo vstop v jamo. Nato je namerno poškodoval podobo na steni, tako da je porisal svoje ime in datum čez sliko bodhisatve. Ker je stal na pet čevljev visokem kupu ruševin, ki so se nabrale v preteklih letih, je napis precej nad pogledom današnjega odraslega človeka. Članek Williama Erskina o jamah so leta 1822 prebrali v Bombay Literary Society.
V nekaj desetletjih so jame postale znane po svojem eksotičnem okolju, impresivni arhitekturi, predvsem pa izjemnih in edinstvenih poslikavah. V stoletju po ponovnem odkritju je bilo izvedenih več velikih projektov za kopiranje slik. Leta 1848 je Kraljeva azijska družba ustanovila Komisijo za templje v jamah v Bombaju, da bi očistila, pospravila in zabeležila najpomembnejša mesta v skalah v predsedstvu Bombaja, s predsednikom Johnom Wilsonom. Leta 1861 je to postalo jedro novega Arheološkega zavoda Indije.
V kolonialnem obdobju je bilo mesto Adžanta na ozemlju knežje države Hiderabad in ne Britanske Indije. V zgodnjih 1920-ih je Mir Osman Ali Kan, zadnji nizam iz Hiderabada, imenoval ljudi za restavriranje umetniškega dela, mesto preuredil v muzej in zgradil cesto, po kateri so proti mestu pripeljali turiste proti plačilu. Ta prizadevanja so povzročila zgodnje slabo upravljanje, trdi Richard Cohen, in pospešila propadanje mesta. Po osamosvojitvi je državna vlada Maharaštre zgradila prihod, prevoz, objekte in boljše upravljanje lokacije. Sodobno središče za obiskovalce ima dobra parkirišča in javne ugodnosti, avtobusi, ki jih upravlja ASI, pa vozijo v rednih intervalih od centra za obiskovalce do jam.
Nizamski direktor arheologije je pridobil storitve dveh strokovnjakov iz Italije, profesorja Lorenza Cecconija, ki mu je pomagal grof Orsini, da restavrirata slike v jamah. Direktor arheologije je o delu Cecconija in Orsinija dejal:
Popravila jam ter čiščenje in konzerviranje fresk so bili izvedeni po tako zdravih načelih in na tako znanstven način, da so ti neprimerljivi spomeniki vsaj za nekaj stoletij dobili nov zagon.
Kljub tem prizadevanjem je poznejše zanemarjanje pripeljalo do tega, da je kakovost slik spet padla.
Od leta 1983 so jame Adžanta uvrščene na Unescov seznam svetovne dediščine Indije. Jame so skupaj z jamami Elora postale najbolj priljubljena turistična destinacija v Maharaštri in so ob praznikih pogosto polne, kar povečuje grožnjo jamam, zlasti slikam. Leta 2012 je družba Maharashtra Tourism Development Corporation objavila načrte, da bo centru za obiskovalce ASI na vhodu dodala popolne replike jam 1, 2, 16 in 17, da bi zmanjšala gnečo v izvirnikih in obiskovalcem omogočila boljšo vizualno predstavo o slikah, ki so slabo osvetljene in jih je v jamah težko brati.

## Jame in samostani

### Jame
Jame so izklesane iz poplavnega bazalta in granitne skale pečine, ki je del dekanskih pasti, ki so nastale zaradi zaporednih vulkanskih izbruhov ob koncu geološkega obdobja krede. Kamnina je plastna vodoravno in nekoliko spremenljive kakovosti. Ta variacija znotraj skalnih plasti je zahtevala od umetnikov, da ponekod spremenijo svoje metode klesanja in načrte. Nehomogenost v kamnini je povzročila tudi razpoke in zrušitve v stoletjih, ki so sledila, kot pri izgubljenem portiku v jami 1. Izkopavanje se je začelo z izrezovanjem ozkega rova na ravni strehe, ki so ga razširili navzdol in navzven; kot dokazujejo nekatere nedokončane jame, kot so delno zgrajene jame vihara od 21 do 24 in zapuščena nedokončana jama 28.
Kiparji so verjetno delali tako pri izkopavanju skal kot tudi pri izdelavi zapletenih rezbarij stebrov, streh in idolov; poleg tega so bila kiparska in slikarska dela v jami povezana vzporedni nalogi. Na vrhu podkve soteske med jamama 15 in 16, kot se približa z reke, so izklesali veličastna vrata do mesta, okrašena s sloni na obeh straneh in nāgi ali zaščitnim božanstvom Naga (kača). Podobne metode in uporabo umetniškega talenta opazimo v drugih jamskih templjih v Indiji, kot so tisti iz hinduizma in džainizma. Sem spadajo jame Elora, jame Ghototkača, jame Elephanta, jame Bagh, jame Badami, jame Aurangabad in jame Šivleni.
Zdi se, da je jame iz prvega obdobja plačalo več različnih pokroviteljev, da bi pridobili zasluge, z več napisi, ki beležijo darovanje določenih delov ene same jame. Vsako kasnejšo jamo je kot popolno enoto naročil en pokrovitelj iz vrst lokalnih vladarjev ali njihovih dvornih elit, spet zaradi zaslug v budističnih verovanjih o posmrtnem življenju, kar dokazujejo napisi, kot so tisti v jami 17. Po Harisenini smrti so manjši donatorji, motivirani za pridobitev zaslug, dodali majhna 'svetišča' med jame ali dodali kipe v obstoječe jame in približno dvesto teh 'vsiljivih' dodatkov je bilo narejenih v kiparstvu, z nadaljnjim številom vsiljivih slik, do tristo samo v jami 10.

### Samostani
Večina jam je vihara dvoran s simetričnimi kvadratnimi tlorisi. K vsaki dvorani so pritrjene manjše kvadratne spalne celice, vrezane v stene. Velika večina jam je bila izklesana v drugem obdobju, pri čemer je na zadnji strani jame prigrajeno svetišče, v središču katerega je velik kip Bude, skupaj z izjemno podrobnimi reliefi in božanstvi v njegovi bližini ter na stebri in zidovi, vsi izklesani iz naravne skale. Ta sprememba odraža premik od hinajane k mahajanskemu budizmu. Te jame pogosto imenujemo samostani.
Osrednji kvadratni prostor v notranjosti vihar definirajo kvadratni stebri, ki tvorijo bolj ali manj kvadratno odprto površino. Zunaj tega so dolge pravokotne ladje na vsaki strani, ki tvorijo nekakšen križni hodnik. Ob stranskih in zadnjih stenah je več majhnih celic, v katere vodijo ozka vrata; ti so približno kvadratni in imajo majhne niše na zadnjih stenah. Prvotno so imeli lesena vrata. Središče zadnje stene ima zadaj večjo svetišče, v kateri je velik kip Bude.
Vihare prejšnjega obdobja so veliko enostavnejše in nimajo svetišč. Spink postavlja spremembo zasnove s svetiščem v sredino drugega obdobja, pri čemer je bilo veliko jam prilagojenih tako, da so dodali svetišče sredi izkopavanja ali po prvotni fazi.
Tloris jame 1 prikazuje enega največjih vihar, vendar je precej tipična za kasnejšo skupino. Mnoge druge, kot je jama 16, nimajo predprostora do svetišča, ki vodi naravnost iz glavne dvorane. Jama 6 sta dve vihari, ena nad drugo, povezani z notranjimi stopnicami, s svetišči na obeh nivojih.
- Tloris jame 12: zgodnja vrsta vihare (1. stoletje pr. n. št.) brez notranjega svetišča
- Tloris jame 1, samostan, znan po poslikavah[36]
- Jama 6: dvonadstropni samostan z naslikanima "Čudež Sravasti" in "Marina skušnjava"[37]
- Jama 16: samostan z dvema stranskima ladjama

### Bogoslužne dvorane
Druga vrsta arhitekture glavne dvorane je ožji pravokotni tloris z visokim obokanim stropom tipa čaitja-griha – dobesedno 'hiša stupe'. Ta dvorana je vzdolžno razdeljena na glavno ladjo in dve ožji stranski ladji, ločeni s simetrično vrsto stebrov, s stupo v apsidi. Stupa je obdana s stebri in koncentričnim prostorom za hojo za obhod. Nekatere jame imajo dovršeno izrezljane vhode, nekatere z velikimi okni nad vrati, ki prepuščajo svetlobo. Pogosto je veranda ali veranda s stebriščem, z drugim prostorom znotraj vrat, ki poteka po širini jame. Najstarejše bogoslužne dvorane v Adžanti so bile zgrajene v 2. do 1. stoletju pr. n. št., najnovejše pa v poznem 5. stoletju n. št., arhitektura obeh pa je podobna arhitekturi krščanske cerkve, vendar brez križišča ali kapele. Jame Adžanta sledijo arhitekturi v slogu stolnice, ki jo najdemo v še starejših vklesanih v jamah starodavne Indije, kot je jama Lomas Riši Adživikov blizu Gaje v Biharju iz 3. stoletja pred našim štetjem. Te čaitja-grihe se imenujejo bogoslužne ali molitvene dvorane.
Štiri dokončane dvorane čaitja so jami 9 in 10 iz zgodnjega obdobja ter jami 19 in 26 iz poznejšega obdobja gradnje. Vse sledijo značilni obliki, ki jo najdemo drugje, z visokimi stropi in osrednjo ladjo, ki vodi do stupe, ki je blizu zadnje strani, vendar omogoča hojo za njo, saj je bila (in ostaja) hoja okoli stup pogost element budističnega čaščenja (pradakšina). Kasnejši dve imata visoke rebraste strehe, vklesane v skalo, ki odsevajo oblike lesa, zgodnejši dve pa naj bi uporabljali dejanska lesena rebra in sta zdaj gladki, prvotni les pa naj bi bil propadel. Dve poznejši dvorani imata precej nenavadno razporeditev (najdemo jo tudi v jami 10 v Elori), kjer je stupo spredaj velika reliefna skulptura Bude, ki stoji v jami 19 in sedi v jami 26. Jama 29 je pozna in zelo nepopolna dvorana čaitja.
Oblika stebrov v delu prvega obdobja je zelo preprosta in neolepšana, pri čemer sta obe dvorani čaitja uporabljali preproste osmerokotne stebre, ki so bili pozneje poslikani s podobami Bude, ljudi in menihov v oblačilih. V drugem obdobju so bili stebri veliko bolj raznoliki in domiselni, pogosto so spreminjali profil po svoji višini in z dovršeno izrezljanimi kapiteli, ki so se pogosto široko širili. Številni stebri so po vsej površini izrezljani s cvetličnimi motivi in mahajanskimi božanstvi, nekateri so nažlebljeni, drugi pa okrašeni po vsem, kot v jami 1.
- Jama 10: bogoslužna dvorana z umetnostjo, povezano z zgodbami Jataka (1. stoletje pr. n. št.)[40]
- Jama 9: bogoslužna dvorana z zgodnjimi poslikavami in živalskimi frizami (1. stoletje n. št.)
- Jama 19: znana po figurah Bude, Kubere in drugih umetnostih (5. stoletje n. št.)
- Jama 19: drug pogled (5. stoletje n. št.)

### Poslikave
Večina jam Adžanta in skoraj vse stenske poslikave izvirajo iz skoraj 600 let pozneje, med drugo fazo gradnje. Slike večinoma pripovedujejo zgodbe Džataka. To so budistične legende, ki opisujejo prejšnja rojstva Bude. Te basni vključujejo starodavno moralo in kulturna izročila, ki jih najdemo tudi v basnih in legendah hindujskih in džainističnih besedil. Džataka zgodbe so ponazorjene z življenjskim zgledom in žrtvami, ki jih je Buda naredil v stotinah svojih preteklih inkarnacij, kjer je upodobljen, kot da se je ponovno rodil kot žival ali človek.
Stenske poslikave so ohranjene tako iz zgodnejših kot kasnejših skupin jam. Več fragmentov stenskih poslikav, ohranjenih iz zgodnejših jam (jami 10 in 11), so dejansko edinstveni ostanki starodavnega slikarstva v Indiji iz tega obdobja in »kažejo, da so v času Sātavāhane, če ne prej, indijski slikarji obvladali enostavno in tekoče naturalistični slog, ki obravnava velike skupine ljudi na način, ki je primerljiv z reliefi preklad Sāñcī toraņa«. Opaziti je mogoče tudi nekatere povezave z umetnostjo Gandhare in obstajajo dokazi o skupnem umetniškem idiomu.
Štiri poznejše jame imajo velike in razmeroma dobro ohranjene poslikave, ki so, pravi James Harle, »začele predstavljati indijsko poslikavo nestrokovnjakom« in predstavljajo »veliko slavo ne samo Guptov, ampak tudi vso indijsko umetnost«. Spadajo v dve slogovni skupini, pri čemer sta najbolj znani v jami 16 in 17 ter očitno poznejši poslikavi v jami 1 in 2. Za slednjo skupino se je mislilo, da je stoletje ali pozneje od drugih, vendar bi revidirana kronologija, ki jo predlaga Spink, jih prav tako umestila v 5. stoletje, morda sočasno z njimi v bolj naprednem slogu ali tako, ki odraža ekipo iz druge regije. Freske Adžanta so klasične slike in delo samozavestnih umetnikov, brez klišejev, bogate in polne. So razkošne, čutne in slavijo fizično lepoto, vidike, za katere so zgodnji zahodni opazovalci menili, da so šokantno neprimerni v teh jamah, ki naj bi bile namenjene verskemu bogoslužju in asketskemu meniškemu življenju.
Slike so v suhi freski, naslikane na suho mavčno površino in ne na moker omet. Zdi se, da so vse slike delo slikarjev, ki so jih podpirali diskriminatorni poznavalci in prefinjeni meceni iz urbanega okolja. Iz literarnih virov vemo, da je bilo slikarstvo v Guptskem obdobju zelo razširjeno in cenjeno. Za razliko od večine indijskih stenskih poslikav kompozicije niso razporejene v vodoravnih pasovih kot friz, temveč prikazujejo velike prizore, ki se širijo v vse smeri od ene figure ali skupine v središču. Tudi stropi so poslikani s prefinjenimi in dovršenimi okrasnimi motivi, mnogi izhajajo iz kiparstva. Slike v jami 1, ki jih je po Spinkovih besedah naročil sam Harisena, se osredotočajo na tiste zgodbe iz Džatake, ki prikazujejo prejšnja življenja Bude kot kralja, ne pa kot jelena ali slona ali druge živali. Prizori prikazujejo Budo, ko se je odrekel kraljevskemu življenju.
Na splošno se zdi, da so bile poznejše jame poslikane na končnih površinah, saj so se izkopavanja nadaljevala drugje v jami, kot je prikazano zlasti v jamah 2 in 16. Glede na Spinkovo poročilo o kronologiji jam je opustitev del leta 478 po kratkem napornem obdobju povzročila odsotnost poslikave na mestih, vključno z jamo 4 in svetiščem v jami 17, ki je bila pozneje ometana v pripravah za poslikave, ki niso bile nikoli narejene.
- Jama 2 kaže obsežno izgubo barve na številnih območjih. Umetniki je niso nikoli dokončali in prikazuje Vidhura Džataka.[45]
- Jama 17 vrata verande; osem Bud nad osmimi pari[46][47]
- Del stenske poslikave v jami 17, prihod Sinhala. Princa Vidžaja vidimo v obeh skupinah slonov in jezdecev
- Hamsa džâtaka, jama 17: Buda kot zlata gos v prejšnjem življenju[48]
- Jama 13

## Spinkova kronologija in jamska zgodovina
Walter Spink je v zadnjih desetletjih razvil zelo natančno in posredno kronologijo za drugo obdobje dela na najdišču, ki ga za razliko od prejšnjih učenjakov v celoti postavlja v 5. stoletje. To temelji na dokazih, kot so napisi in umetniški slog, datiranje bližnjih jamskih templjev, primerjalna kronologija dinastij, skupaj s številnimi nedokončanimi elementi jam. Verjame, da je bila prejšnja skupina jam, ki jih tako kot drugi znanstveniki datira le približno, v obdobje »med 100 pr. n. št. – 100 n. št.«, na neki kasnejši točki popolnoma opuščena in je tako ostalo »več kot tri stoletja«. To se je spremenilo med hindujskim cesarjem Harišeno iz dinastije Vakataka, ki je vladal od leta 460 do svoje smrti leta 477, ki je med svojo vladavino sponzoriral številne nove jame. Harisenina vladavina je razširila osrednjeindijski imperij Vakataka na del vzhodne obale Indije; Guptski imperij je v istem obdobju vladal severni Indiji, dinastija Palava pa večjemu delu juga.
Po Spinkovih besedah je Harisena spodbudil skupino sodelavcev, vključno z njegovim predsednikom vlade Varahadevo in Upendragupto, podkraljem, na ozemlju katerega je bila Adžanta, da izkopljejo nove jame, ki so bile individualno naročene, nekatere pa so vsebovale napise o donaciji. Ta dejavnost se je začela v številnih jamah hkrati okoli leta 462. Ta dejavnost je bila večinoma prekinjena leta 468 zaradi groženj sosednjih kraljev Asmaka. Nato se je delo nadaljevalo le na jami 1, Hariseninovo lastno naročilo, in 17–20, ki jo je naročil Upendragupta. Leta 472 so bile razmere takšne, da je bilo delo popolnoma prekinjeno, v obdobju, ki ga Spink imenuje hiatus, ki je trajalo približno do leta 475, do takrat pa so Asmaki nadomestili Upendragupto kot lokalni vladarji.
Dela so se nato nadaljevala, vendar jih je ponovno prekinila Harisenova smrt leta 477, kmalu zatem pa so se večja izkopavanja ustavila, razen v jami 26, ki so jo Asmaki sami sponzorirali. Asmaki so sprožili upor proti Harisenovemu sinu, kar je povzročilo konec dinastije Vakataka. V letih 478–480 n. št. je večja izkopavanja pomembnih pokroviteljev nadomestila vrsta 'vdorov' – kipi, dodani obstoječim jamam, in majhna svetišča, posejana tam, kjer je bil med njimi prostor. Te so naročili manj močni posamezniki, nekateri menihi, ki prej niso mogli dopolniti velikih izkopanin vladarjev in dvorjanov. Dodali so jih na fasade, hrbtne strani vhodov in stene v notranjosti jam. Po Spinkovih besedah »po letu 480 na tem mestu ni bila nikoli več ustvarjena nobena slika«. Vendar pa zunaj jame 26 obstaja napis Raštrakuta, ki ga je mogoče datirati v konec 7. ali začetek 8. stoletja, kar nakazuje, da jame do takrat niso bile zapuščene.
Spink v svojih datumih ne uporablja 'okoli', ampak pravi, da »je treba v vseh primerih dovoliti mejo napake enega leta ali morda celo dveh«.

### Hindujsko in budistično sponzorstvo
Jame Adžanta so bile zgrajene v obdobju, ko so bili v indijski kulturi hkrati čaščeni Buda in hindujski bogovi. Po mnenju Spinka in drugih učenjakov so kraljevi Vakataka sponzorji jam Adžanta verjetno častili tako hindujske kot budistične bogove. To dokazujejo napisi, v katerih so ti vladarji, sicer znani kot hindujski privrženci, budistično posvetili jamam. Po mnenju Spinka,
Da bi lahko častili tako Budo kot hindujske bogove, je lahko razlog za Varahadevino sodelovanje tukaj, tako kot lahko pojasni, zakaj je cesar Harisena sam lahko sponzoriral izjemno Jamo 1, čeprav se večina učenjakov strinja, da je bil zagotovo Hindujec, tako kot prej Vakataka kralji.— Walter Spink, Ajanta: History and Development, Cave by Cave,
Terakotna plošča Mahišasuramardini, znana tudi kot Durga, je bila prav tako najdena v samostanu vihara, obrnjenem proti jamam na desnem bregu reke Vaghora, ki je bil nedavno izkopan. To nakazuje, da so božanstvo verjetno častili obrtniki. Po mnenju Yuko Yokoschija in Walterja Spinka izkopani artefakti iz 5. stoletja v bližini najdišča kažejo, da so jame Adžanta izdelali številni graditelji.

## Nedavna izkopavanja
Nedavno so izkopali samostan vihara iz žgane opeke, ki gleda proti jamam na desnem bregu reke Vaghora.[108][109] Ima več celic, obrnjenih proti osrednjemu dvorišču, v katerem je bila postavljena stupa. Med izkopavanji so našli kovanec vladarja zahodnih satrapov Visvasena (vladal 293–304 n. št.) in zlatnik bizantinskega cesarja Teodozija II. Najdena je bila tudi plošča Mahišasuramardinija iz terakote, ki so jo verjetno častili obrtniki.
- Budistična struktura vihara v nedavno izkopanem opečnem samostanu v Adžanti
- Kovanec zahodnega satrapa Visvasena (293–304), najden v izkopaninah samostana
- Kovanec bizantinskega Teodozija II. (402–450), najden v izkopaninah samostana
- Terakotna plošča hindujske boginje Mahišasuramardini, najdena na mestu

## Kopije slik
Slike so od ponovnega odkritja močno propadle, za popolno razumevanje del pa so pomembne številne kopije in risbe iz 19. stoletja. Številni poskusi kopiranja slik Adžante so se začeli v 19. stoletju za evropske in japonske muzeje. Nekatera od teh del so bila kasneje izgubljena v naravnih nesrečah in požarih. Leta 1846 je na primer Kraljeva azijska družba imenovala majorja Roberta Gilla, vojaškega častnika iz predsedstva Madrasa in slikarja, da naredi kopije fresk na stenah jame. Gill je delal na svoji sliki na mestu od 1844 do 1863. Naredil je 27 kopij velikih delov stenskih poslikav, vendar so bile vse razen štirih uničene v požaru v Kristalni palači v Londonu leta 1866, kjer so bile razstavljene. Gill se je vrnil na lokacijo in ponovno začel s svojimi deli ter posnemal poslikave do svoje smrti leta 1875.
Še en poskus je bil narejen leta 1872, ko je predsedstvo Bombaja naročilo Johnu Griffithsu, naj skupaj s svojimi študenti naredi kopije slik Adžante, spet za pošiljanje v Anglijo. Na tem so delali trinajst let in nastalo je približno 300 platen, od katerih so bila mnoga razstavljena v Imperial Institute na Exhibition Road v Londonu, enem od predhodnikov muzeja Victoria in Albert. Toda leta 1885 je nov požar uničil več kot sto slik v skladišču v krilu muzeja. V V&A je še vedno ohranjenih 166 slik iz obeh kompletov, čeprav nobena ni bila stalno na ogled od leta 1955. Največje so velike približno 3 x 6 metrov. Leta 2006 so na približno polovici od njih izvedli projekt ohranjanja, ki je vključeval tudi Univerzo Northumbria. Griffith in njegovi učenci so veliko slik naslikali s 'poceni laki', da bi jih lažje videli, kar je prispevalo k poslabšanju izvirnikov, kot je po mnenju Spinka in drugih nedavno čiščenje s strani ASI.
Nadaljnji niz kopij so med letoma 1909 in 1911 izdelali Christiana Herringham (Lady Herringham) in skupina študentov iz Calcutta School of Art, ki je vključevala bodočega indijskega modernističnega slikarja Nandalala Boseja. Izvodi so bili izdani v barvah kot prva publikacija londonskega društva India Society. Te so bile bolj kot prejšnje kopije namenjene zapolnitvi lukenj in poškodb, da bi ponovno ustvarile prvotno stanje, namesto da bi zabeležile stanje slik, kot jih je videla. Po besedah neke pisateljice so za razliko od slik, ki sta jih ustvarila njena predhodnika Griffiths in Gill, katerih kopije so bile pod vplivom britanskih viktorijanskih slogov slikanja, tiste iz odprave Herringham dajale prednost estetiki 'indijske renescence' tipa, ki ga je uvedel Abanindranath Tagore.
Zgodnje fotografske preglede je naredil Robert Gill, čigar fotografije, vključno s stereoskopskimi, sta uporabila v knjigah on in Fergusson (mnoge so na voljo na spletu v British Library), nato Victor Goloubew leta 1911 in E. L. Vassey, ki je posnel fotografije v štiridelni študiji o jamah Ghulama Yazdanija (objavljena 1930–1955).
Nekaj nekoliko ustvarjalnih kopij fresk iz Adžante, zlasti slika Oboževanja Bude iz predprostora svetišča v jami 17, je naročil Thomas Holbein Hendley (1847–1917) za dekoracijo sten dvorane muzeja Albert Hall, Džaipur, Indija. Delo je dal naslikati lokalnemu umetniku z različnim imenom Murli ali Murali. Muzej je bil za javnost odprt leta 1887. To delo je sicer predstavljeno kot značilno za konec 19. stoletja.
Drug poskus izdelave kopij fresk je naredil japonski umetnik Arai Kampō (荒井寛方:1878–1945), potem ko ga je Rabindranath Tagore povabil v Indijo, da bi poučeval japonske slikarske tehnike. Od leta 1916 do 1918 je delal na izdelavi kopij s črtami na japonskem papirju, njegovo delo pa je bilo shranjeno na tokijski cesarski univerzi, dokler materiali niso bili uničeni med velikim potresom v Kantoju leta 1923.

## Vpliv na poznejše slikarstvo in druge umetnosti
Slike Adžante ali bolj verjetno splošni slog, iz katerega izhajajo, so vplivale na slikarstvo v Tibetu in Šrilanki. Nekateri vplivi Adžante so bili razvidni tudi iz jam Kizil v Tarimski kotlini, zlasti v zgodnjih jamah, kot je Pavova jama.
Ponovno odkritje starodavnih indijskih slik v Adžanti je indijskim umetnikom dalo primere iz starodavne Indije, ki so jim lahko sledili. Nandalal Bose je eksperimentiral s tehnikami, da bi sledil starodavnemu slogu, kar mu je omogočilo, da je razvil svoj edinstven slog. Abanindranath Tagore in Syed Thajudeen sta za navdih uporabila tudi slike Adžante.
Balet Freske iz Adžante Ane Pavlove je navdihnil njen obisk v Adžanti v koreografiji Ivana Clustinea z glasbo Nikolaja Čerepnina (eno poročilo pravi, da Mihail Fokin leta 1923) in premierno uprizorjen v Covent Gardnu leta 1923.
Ameriška judovska pesnica Muriel Rukeyser je pisala o jamah v Adžanti, uvodni pesmi njene tretje zbirke Beast in View (1944). Rukeyserjevo so deloma navdihnila pisanja o jamah umetnika Mukula Deya leta 1925 in umetnostne zgodovinarke Stelle Kramrisch leta 1937.